# ニコラエ・チャウシェスクの個人崇拝
ニコラエ・チャウシェスクの個人崇拝（ニコラエ・チャウシェスクのこじんすうはい、Cultul Personalității lui Nicolae Ceaușescu, クルトル・ペルソナリタツィー・ルイ・ニコラエ・チャウシェスク）は、ルーマニアの共産指導者、ニコラエ・チャウシェスク(Nicolae Ceaușescu)に対して行われた数々の賛美である。1971年6月に中国と北朝鮮を訪問したチャウシェスクは、毛沢東や金日成と会談した。国の指導者に対する強烈な個人崇拝を目の当たりにしたチャウシェスクは、それに大いに影響された。1971年7月6日、チャウシェスクはルーマニア共産党中央委員会政治執行委員会の会議の場で演説を行い、「七月の主張」(Tezele din Iulie)と呼ばれる提言を発表した。チャウシェスクによる初期の頃の統治に見られた比較的自由な気風は終わりを告げ、厳格な国家主義的イデオロギーがルーマニアに導入された。当初の個人崇拝はチャウシェスクに対してのみであったが、のちに彼の妻・エレナも個人崇拝の対象となった。

## 始源

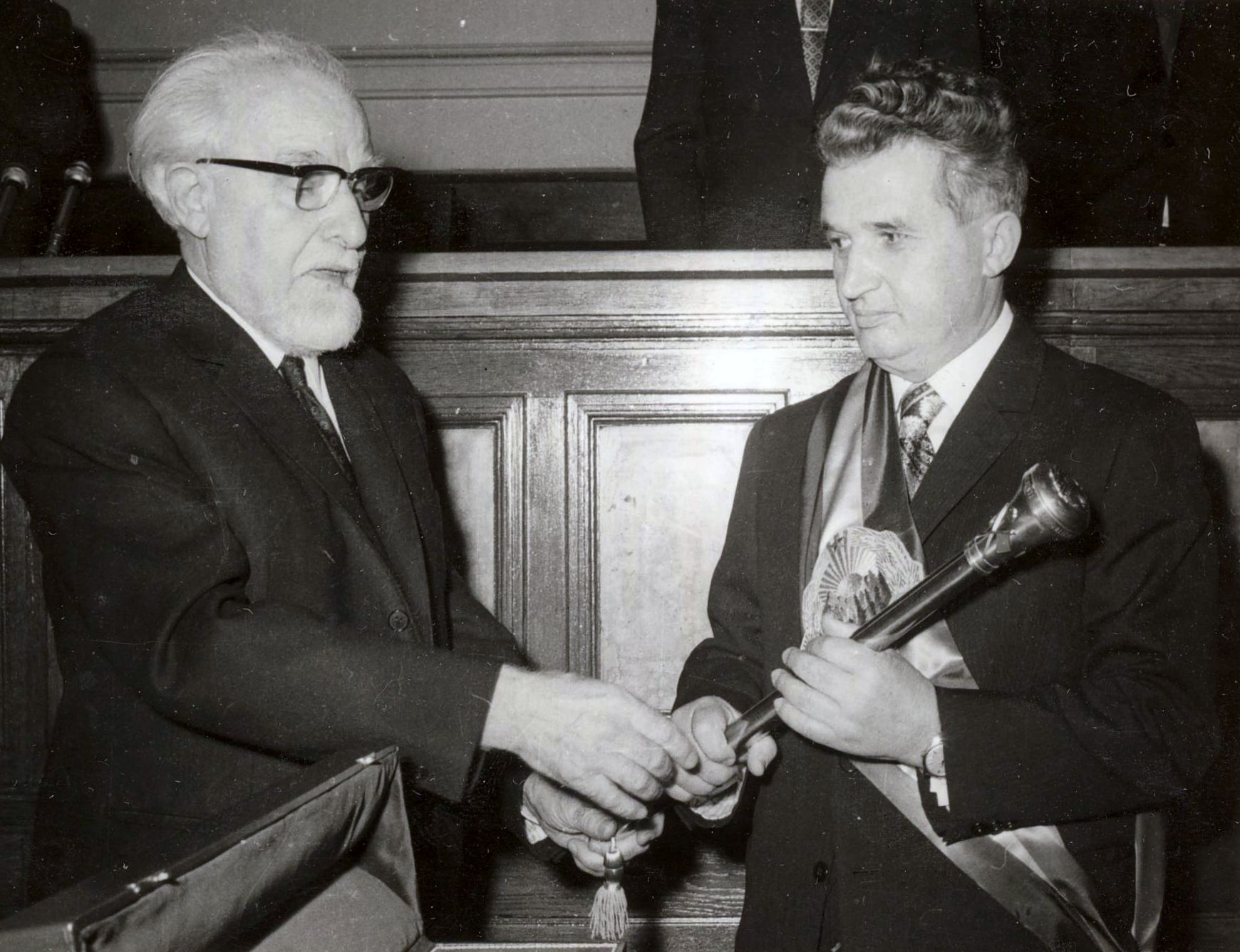
ルーマニア大統領に選ばれたチャウシェスクが、シュテファン・ヴォイテクから統治権の象徴である王笏を受け取る（1974年4月）

1968年8月20日、ソ連がプラハに軍事侵攻を仕掛けた。1968年8月21日、ルーマニアの首都・ブクレシュティ(București)にて国民集会が開催され、それに出席したチャウシェスクは演説を行い、「チェコスロヴァキアへの侵攻は甚だしい間違いであり、ヨーロッパの平和と社会主義の運命に対する重大な脅威であり、革命運動の歴史において恥ずべき汚点を残した」「兄弟国の内政への軍事介入は到底許されるものではないし、正当化もできない。それぞれの国において、社会主義をどのようにして構築すべきか、部外者にはそれをとやかく言う権利は無いのだ」と述べ、強い調子でソ連を非難した。ソ連による軍事侵攻が始まる前の1968年8月16日、チャウシェスクはプラハを訪問し、チェコスロヴァキア共産党第一書記のアレクサンデル・ドゥプチェク(Alexander Dubček)と会談し、友好、協力、相互扶助の条約に署名し、ドゥプチェクとの連帯を表明していた。
歴史家のデニス・デリータントは、この演説のあとに「国内の報道機関と政府の当局者による声明の両方で、ニコラエ・チャウシェスクの人格と、ルーマニア国家の同一視が始まった」と書いた。チャウシェスクの前任者であるゲオルゲ・ゲオルギウ＝デジ(Gheorghe Gheorghiu-Dej)の時代にも個人崇拝はあったが、ニコラエ・チャウシェスクに対する個人崇拝は、ゲオルギウ＝デジに対するそれをはるかに凌駕するものとなる。
1971年6月、ニコラエ・チャウシェスクは中華人民共和国と北朝鮮を訪問し、毛沢東や金日成と会談した。彼らの個人崇拝(Cult of Personality)に影響されたチャウシェスクは、ルーマニアに帰国後、金日成のチュチェ思想から着想を得て、北朝鮮の国家体制を模倣するようになった。チャウシェスクはチュチェ思想をルーマニア語に翻訳させ、ルーマニア国内に普及させた。
1974年3月28日、ルーマニアの憲法が改正され、最高行政権が国家評議会から唯一の元首である大統領に移譲され、国家評議会は大統領が引き続き主導する機関として存続した。新たな憲法によれば、大統領はルーマニア大国民議会から選出され、任期は「5年間」であった。1974年3月29日、ニコラエ・チャウシェスクはルーマニア社会主義共和国(Republica Socialistă România)の大統領に選出されるとともに、事実上の終身大統領となる趣旨を宣言するに至った。1974年3月28日、ルーマニア大国民議会の議長を務めていたシュテファン・ヴォイテクが退任した。1974年4月、ルーマニアの大統領に選出されたニコラエ・チャウシェスクに対し、ヴォイテクは統治権の象徴である王笏を手渡した。チャウシェスクは、大国民議会の開会式に登場する際にはこれを手に持った状態で姿を現わすようになった。サルバドール・ダリ(Salvador Dalí)は、チャウシェスクに対して「大統領の王笏の制定という、あなたの歴史的な取り組みを強く称賛致します」と祝電の言葉を送った。チャウシェスクは、大統領、ルーマニア共産党書記長、ルーマニア軍最高司令官、経済社会開発最高評議会議長、国家労働評議会議長、社会主義統一民主戦線の議長を兼任した。
ルーマニアの子供たちは、幼い頃から「党、指導者、国家を称える」詩や歌を学ばされた。その目的は、ルーマニア国民のチャウシェスクへの反対の表明を不可能にすることであった。ニコラエ・チャウシェスクは「完全にして無謬の存在」であり、チャウシェスクに対するいかなる批判もありえない、と見做された。ルーマニア生まれの歴史学者、ヴラディミール・ティスマナーノが論じたように、ニコラエ・チャウシェスクは、自らを国家の独立を保証する存在と考えており、自分自身に対するあらゆる形態の反対や異論は「犯罪」として扱われた。 チャウシェスクの無謬性に疑問の眼を向ける行為は、事実上、「ルーマニアの国防と主権を弱体化させんとする試みである」と見做された。

## 個人崇拝
1970年代の初頭からニコラエ・チャウシェスクに対する個人崇拝が始まるとともに、チャウシェスクは「祖国の父」(Tatăl Patriei)という呼び名を党内で徐々に築き上げていった。この指導者像は、ルーマニア共産党が公式に支持する「新たな歴史的概念」の一部を構成するもので、チャウシェスク自身はこの過程には干渉しなかった。1974年以降になると、彼は歴史上の著名な人物と自分を比較するようになった。チャウシェスクに対する個人崇拝は組織的に展開され、ヨシフ・スターリン(Иосиф Сталин)、毛沢東、ヨシップ・ブロズ・ティトー(Јосип Броз Тито)に対する個人崇拝の水準に比肩するか、あるいはそれらを凌駕するほどにまで強まり、当時のルーマニア人からは密かに「マオ＝チェスク」(Mao-Cescu)と呼ばれたこともあった。チャウシェスクの訪問先の国々では、盛大な閲兵式が開催されるようになった。ルーマニア国内ではチャウシェスクの比較的若いころの肖像画が各地に設置されるようになった。国内のどの書店でも、チャウシェスクに関する本（全28巻の演説集）が山積みになっており、ルーマニアの日刊紙はチャウシェスクの業績の記録に専念し、夕方のテレビ放送はチャウシェスクの日々の日程や活動を伝え、新聞販売店や楽器店ではチャウシェスクによる演説を録音したものが販売され、画家や詩人はチャウシェスクを称える作品を創らねばならなかった。チャウシェスクによる著書は再版を重ね、複数の言語にも翻訳された。著書は『România pe drumul construirii societății socialiste multilateral dezvoltate』（『多国間で発展した社会主義社会の構築を進めるルーマニア』）との題名で数十巻に達し、ルーマニア国内のどの書店にも積まれていた。
チャウシェスク政権の頃には、作家、詩人、歌手、作曲家、映画監督、画家に公費を払っていた。画家たちは、チャウシェスクとその家族の肖像画を毎日大量に描いていた。チャウシェスクは、自身の誕生日に一般の人々からの無償の愛を描いた絵画を贈られるのを気に入っていた。チャウシェスクの時代に描かれた絵画は、ブクレシュティにある国立近代美術館に展示されているが、チャウシェスクへの敬意を示すわけではないことを表すため、美術館の管理者の決定に基づき、これらの絵画は斜めに傾き、逆さまに吊るされている。
チャウシェスクは、常に「偉大なる指導者」として描かれた。「カルパティアの天才」「理性に満ちたるドナウ」「我らが光の源」、「これまでに見たことがない、新たな時代の創造者」、「英雄の中の英雄」「労働者の中の労働者」「この地上に初めて出現した有力者」といった賛美の言葉で彩られていた。
夫・ニコラエとともに、妻のエレナ・チャウシェスク(Elena Ceauşescu)も個人崇拝の対象となった。彼女の名誉欲と虚栄心は、夫のそれを上回っていた。エレナには「無限に続く大空に隣り合って瞬ける星の如く、彼女は偉大なる夫の傍らで光り輝き、ルーマニアの勝利への道筋を見つめるのです」との賛美が捧げられ、「Mama Neamului」（「国民の母」）なる称号で呼ばれ、「党の光明」「女傑」「文化と科学を導く光」とも呼ばれた。
1983年12月、第一次世界大戦後のルーマニア統一65周年記念集会が開催された。しかし、他の多くの行事と同じく、実際にはニコラエ・チャウシェスクを祝賀するための行事であった。会場の正面には「ニコラエ・チャウシェスク書記長同志率いるルーマニア共産党万歳！」と書かれた横断幕が張られ、フォーク・ダンスやバレエの上演も行われた。西側のある外交官は、チャウシェスクについて「東ヨーロッパにおいて最も独裁的且つ権威主義的な支配者」と表現したうえで「これは個人崇拝である」と呼んだ。
ニコラエ・チャウシェスクは、マルクス・レーニン主義の政治思想に重要な貢献を果たした共産主義の非凡な理論家であり、その「思想」は「ルーマニア国家におけるあらゆる成果や業績の源である政治指導者」として描写されるようになった。
1973年、ニコラエ・チャウシェスクの55歳の誕生日を記念して出版された著書『Omagiu』（『忠誠』）には、ニコラエとエレナに対する敬意の言葉が記述されている。
1978年1月、60歳の誕生日を迎えたニコラエ・チャウシェスクに対し、以下のような賛美の言葉が捧げられた。
「思慮分別のある操舵手」「洞察力のある指導者」「卓越した戦術家」「勇猛果敢なる旗手」「我らが歴戦の勇士」「国家の英雄」「疲れを知らぬ英雄」「我が国の歴代の英雄たちの中でも傑出した存在」「世界平和をもたらす英雄」「非凡なる才能に溢れた創造者」「カルパティアの守護神」「生命力に溢れた憧憬の象徴」「夢、希望、人類の樫の木」「森を動かす風」「国家の偉大なる指導者」「国の明敏なる令息」「現代に生きる傑物」「比類なき現代人」「社会主義ルーマニアの創始者」
「自由欧州ルーマニア」(Europa Liberă România)の記者、ダン・イオネスク(Dan Ionescu)は、複数の著者によるチャウシェスクに奉じられた賛美の言葉をまとめている。
チャウシェスクは貧しい家庭の出身という出自を持ちながらも、努力を重ねて権力の座に上り詰めた人物として描かれており、ヴァスィーレ・オルソ・ニコラやアヴラム・ヤンクらと象徴的に結び付けられた。また、ヴラド・ツェペシュ(Vlad Țepeș)、シュテファン・チェル・マレ(Ștefan cel Mare)、ミハイ・ヴィターズル、アレクサンドル・イオアン・クーザ(Alexandru Ioan Cuza)といった、ルーマニアの歴史上の人物たちにその名を連ねるようになった。
報道写真家は、ニコラエ・チャウシェスクの身長をシャルル・ド・ゴール(Charles de Gaulle)のそれと同じに見せようとしたり、チャウシェスクの姿については、常に彼の両耳が見えるように撮影した。チャウシェスクの顔写真については、以前までは片耳だけが映っているものが多かったが、「într-o ureche」（「片耳の中」）という言い回しは、ルーマニア語で「正気を失っている」を意味する言葉であり、以降は片耳だけが映っている顔写真は「不適切である」と見做され、両耳が映った顔写真や肖像画に変更された。
1983年5月14日付の日刊紙『România liberă』（『自由ルーマニア』）にて、記事の第一段落の文章にて、「tovarăşul Nicolae Ceauşescu」（「同志ニコラエ・チャウシェスク」）と書くべきところを、「tovarăşul」（「同志」）の表記が「tovarăul」と、「ş」の文字が抜けていた。1983年6月21日にブクレシュティ市の警備局が作成した報告書によると、この間違いは印刷所で発生した可能性があるが、その日に勤務していた校正担当班は、この綴りの間違いに気が付かなかったという。この間違いが意図的なものなのかどうかを判断するため、これに責任があると思われた者たち全員が尋問を受けたが、疑惑が確認されることは無かった。その後、校正作業担当者の数は二倍に増やされ、間違いを犯した場合、懲戒処分として解雇される可能性が出るようになった。1987年11月6日付の雑誌『Flacăra』（『炎』）の3ページ目に「tovarăul」と、綴りの間違いが再び掲載されたが、気付いた者が現われ、修正された。1983年9月24日付の『自由ルーマニア』紙の第一面の記事「Patrie şi unitate」（「祖国と統一」）の中で、ニコラエ・チャウシェスクの名前が「Nciolae Ceauşescu」と、誤って表記されていた。 ブクレシュティ市の警備局による報告書によれば、この綴りの間違いには内務省も注目し、当日勤務していた校正担当者を含む5名が、民兵から事情聴取を受けた。
1980年代になると、ルーマニアの知識人が書いた散文、詩、賛辞の詩歌が出版されるようになった。これらの本はチャウシェスクの誕生日に出版された。チャウシェスクの誕生日は国民の休日でもあった。1981年、『Tinerețea revoluționară a tovarășului Nicolae Ceaușescu』（『ニコラエ・チャウシェスク同志の革命的な青年時代』）という題名の著書が政治出版社から出版された。著者のオリンピウ・マティケスク(Olimpiu Matichescu)は、「チャウシェスクには幼いころから共産主義の革命的な性質が見られた」趣旨を強調した。
画家のサビン・バラシャは、国からの依頼を受けて、チャウシェスクとその家族の肖像画を描いていた。ダン・ハトマヌは、ニコラエとエレナがワイングラスを持ち、壁に掛けられた額縁の絵の中からシュテファン・チェル・マレがワイングラスを持った状態で手を伸ばし、乾杯を行う様子の絵を描いた。
ニコラエとエレナの二人の姿がルーマニア国営テレビに映し出される際、テレビ局は、チャウシェスク夫妻の容姿が「可能な限り、常に美しくなるように」と厳命されていた。
チャウシェスクに忠実であったエミール・ボブは、「我々は無神論者です。我々が信じるのはチャウシェスク同志でございます！」と忠誠の言葉を述べたことがある。
1979年11月に開催されたルーマニア共産党第12回党大会にて、古参党員でルーマニア共産党の創設者の一人であったコンスタンティン・プルヴォレスクは、チャウシェスクへの反対の姿勢を表明した。プルヴォレスクは「チャウシェスクは党や国の利益よりも、個人や自分の家族の利益を優先している」との趣旨を述べ、チャウシェスクのルーマニア共産党書記長への再選に公然と反対した。プルヴォレスクはまた、「党中央委員会は、チャウシェスクへの賛美に夢中になるあまり、この国が直面している本当の問題をほったらかしにしている」と公然と非難した。1980年12月16日、プルヴォレスクは党から除名され、厳重な監視と自宅軟禁下に置かれた。1989年3月10日、ゲオルゲ・アポストルが起草し、アレクサンドル・ブーラダーノ、コルネリウ・マネスク、グリゴーレ・イオン・ラチャーノ、スィルヴィオ・ブルカン、そして、コンスタンティン・プルヴォレスクが署名した文書が発表された。これはチャウシェスクによる一連の政策を非難する内容であった。「ニコラエ・チャウシェスク大統領閣下。我らが社会主義の理念そのものが、あなたの政策が原因で信用を失い、我が国がヨーロッパで孤立しつつある現状を受けて、我々は声を上げることに致しました」との言葉で始まるこの文書は「六人による書簡」）と呼ばれ、1989年3月11日にBBCテレビとラジオ・フリー・ヨーロッパ(Radio Free Europe)でも取り上げられ、放送された。1989年3月13日、ルーマニア共産党中央委員会政治執行委員会の会議の場でこの書簡が議題に上がった。チャウシェスクは、ルーマニア国民が外国人との関係を維持できる条件をより厳格にするよう決定したうえで、これに署名した者たちを「国家に対する裏切り者」と認定した。書簡の作者たちは逮捕され、尋問され、自宅軟禁下に置かれた。
ブクレシュティ大学歴史学部教授、アドリアン・チョロイアヌは、「ヨシフ・スターリン(Иосиф Сталин)に対する個人崇拝は、スターリンが『我がソ連は四方を敵に囲まれている』と表現した1930年代の不安定な情勢下で始まり、度合いが強まっていった。ニコラエ・チャウシェスクに対する個人崇拝は、レオニード・ブレジネフ(Леонид Брежнев)のソ連が『反抗的で独立志向が強い』ルーマニアの指導者を脅かす可能性から始まった」と書いた。また、チョロイアヌは「活動家、芸術家、作家、ジャーナリストたちは、信念よりも単純な興味ゆえに指導者を讃え、その行為が金儲けの手段となり得ることに気付いた」「金銭、社会的地位、旅券を獲得した人こそが、この個人崇拝の本当の受益者であった」と指摘した。ガブリエル・モイサ(Gabriel Moisa)も同様の趣旨を指摘している。

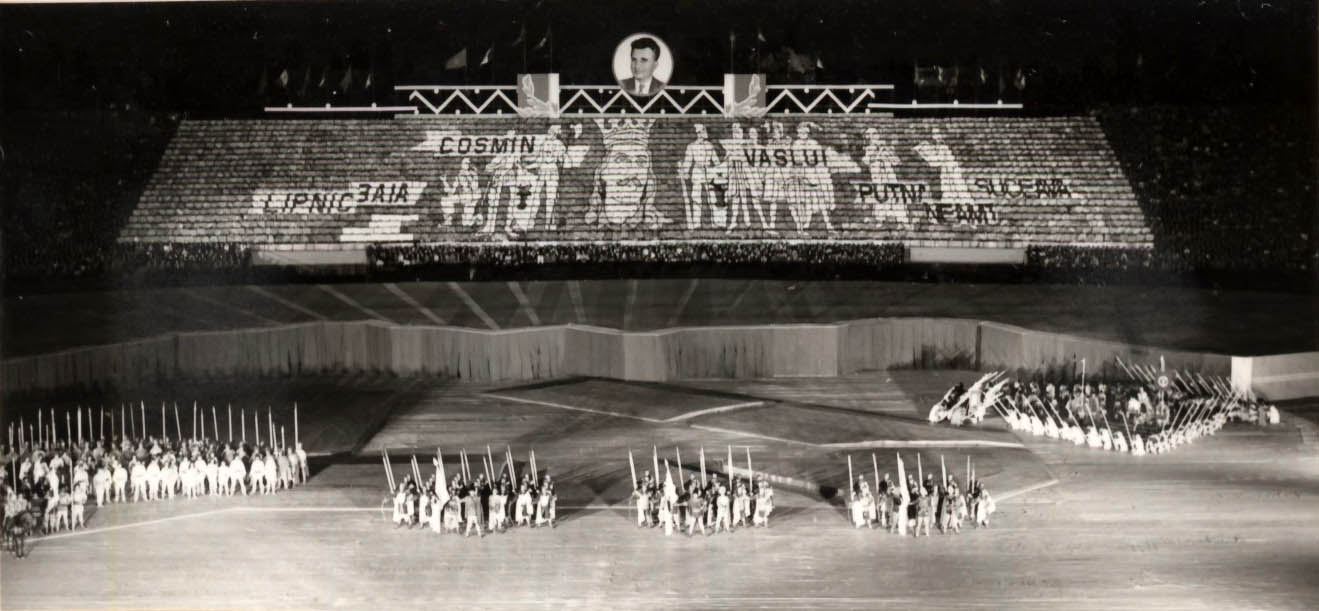
1978年5月9日、ブクレシュティにて開催された、ルーマニア独立100周年を記念する行事の様子
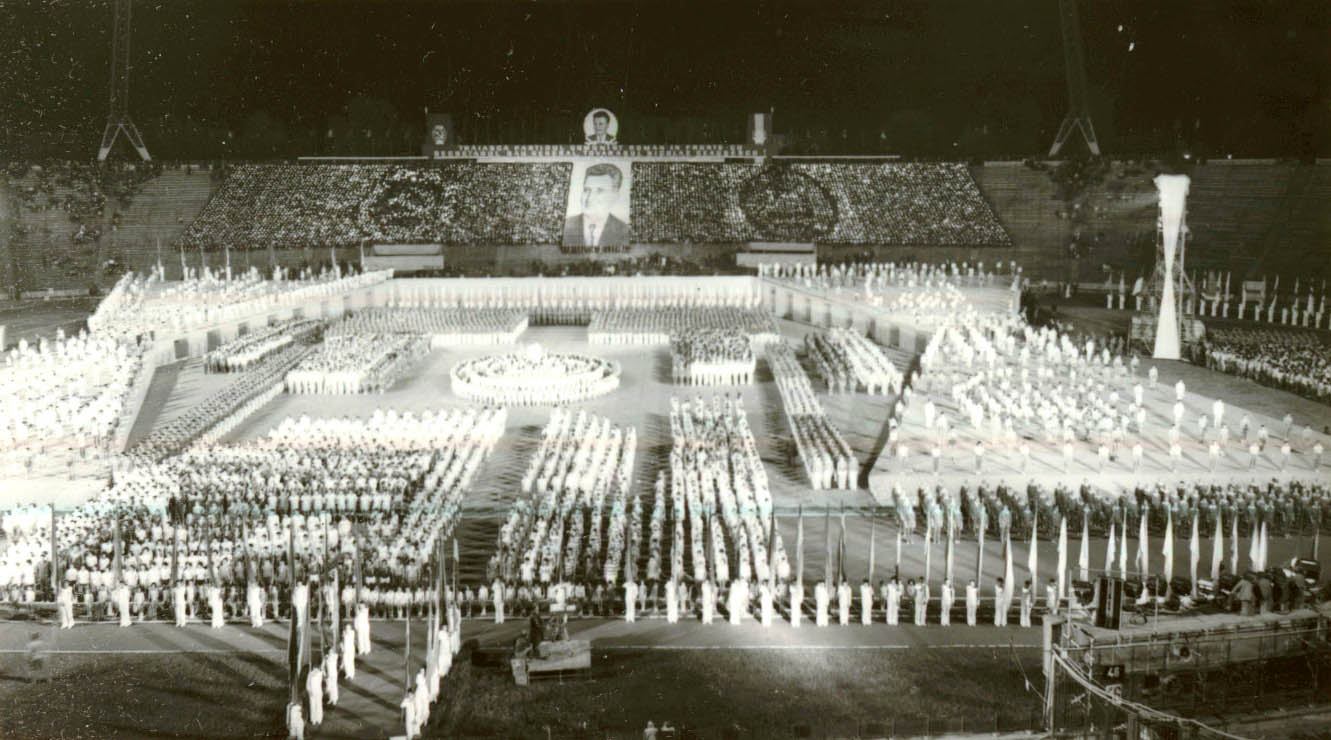
1978年9月23日、ブクレシュティにて開催された、ニコラエ・チャウシェスクを褒め称える集会
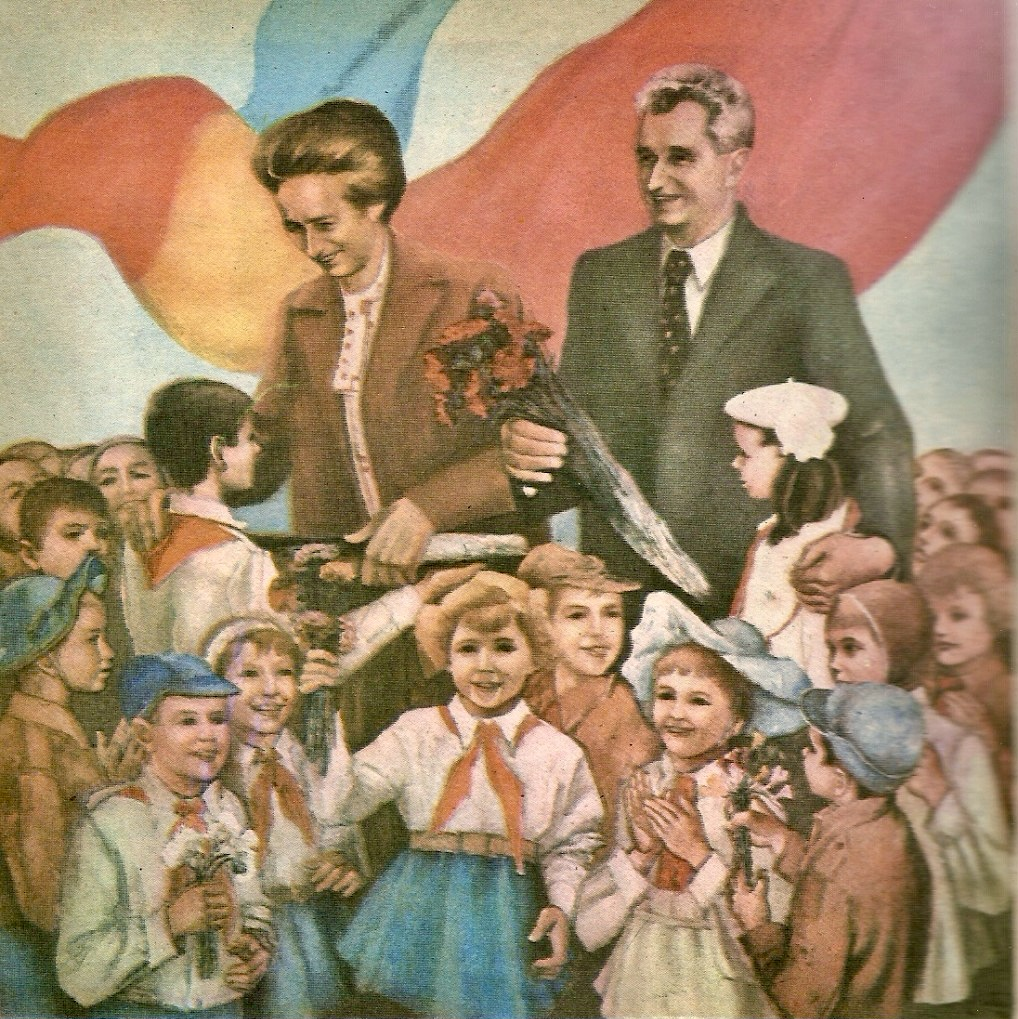
1980年ごろに描かれた、ニコラエ・チャウシェスクとエレナ・チャウシェスクを賛美する挿絵
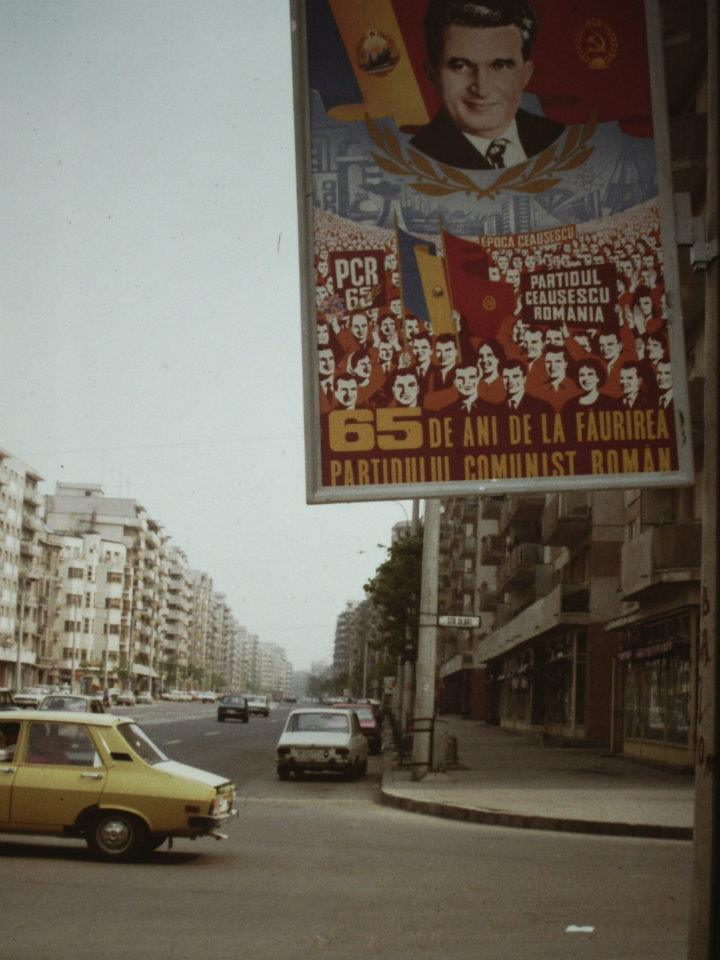
1986年、ブクレシュティに掲げられたチャウシェスクの宣伝媒体
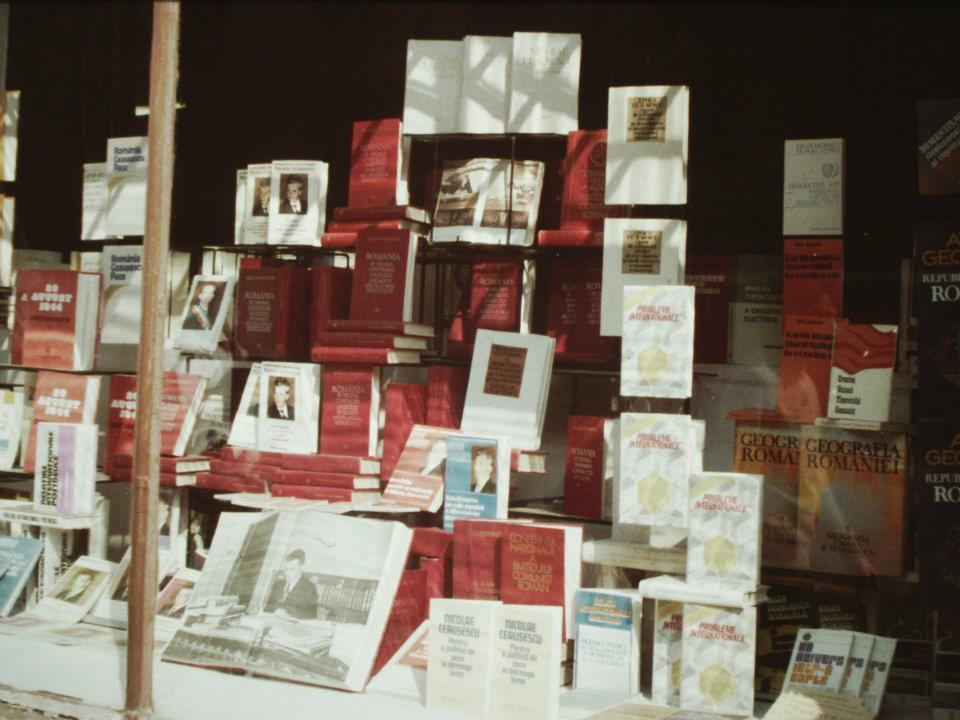
1986年、ブクレシュティにある書店の店頭に山積みになっているチャウシェスクの本
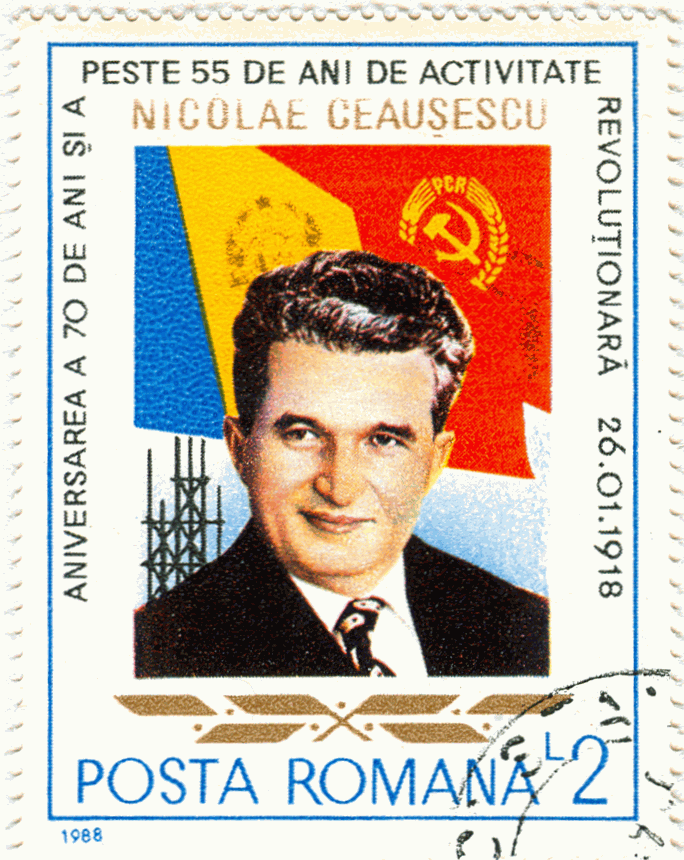
1988年、ニコラエ・チャウシェスク生誕70周年を記念して発行された切手

## その後
1989年12月15日、ティミショアラに住んでいたハンガリー人の牧師の立ち退き命令に対する抗議運動が始まり、群衆もこれに加わった。この抗議運動は徐々に拡大し、勢いを増していき、最終的に、チャウシェスク夫妻の処刑につながり、チャウシェスク政権は滅びた。
2015年7月23日にルーマニアで制定された「法令第217号」により、ニコラエ・チャウシェスクに対する個人崇拝は法律で禁止となった。この法律について、コルネリウ・ヴァディーム・トゥドルは、「個人崇拝の境界線を誰が決めるのか？ニコラエ・チャウシェスクを賞賛する記事を書いたら、個人崇拝になるのか？死んだ政治家を追悼する行為を法律で禁止することは誰にもできはしない。ゲンチャ墓地にあるチャウシェスクの墓に献花した住民を逮捕するつもりなのか?」と述べ、この法律を批判した。歴史家のゾエ・ペトレは、「個人崇拝について定義するのは非常に難しい。どこから始めて、どこで終わるのか？捜査しなければならない検察は、非常に微妙な立場に置かれることになるだろう」と指摘した。
チャウシェスクが指導者になったころに見られた自由化やイデオロギーの緩和について、歴史家のヴラド・ジョルジェスクは、「歴史および歴史学に対する政府の無関心だ」と考えた。同じく歴史家のルチアン・ボーヤは、「自由化は単なる幻想に過ぎなかった」と考えている。
ルーマニアの哲学者、ガブリエル・リーチャーノは、「中国と北朝鮮を訪問したことで、チャウシェスクは見下げ果てた男になってしまった。偉大さに対する彼の原始的な欲望を、これ以上無い形でくすぐられてしまったのだ」と述べた。

## 資料
- An A to Z of the Personality Cult in Romania

- Чаушеску -- мертвый король красного китча (Фото) -- チャウシェスクの時代に描かれた挿絵の数々

- Cine a profitat de cultul lui Ceauşescu?

- Legea care interzice cultul lui Ceauşescu stârneşte mânia nostalgicilor comunişti: „Abia aştept să mă bage la puşcărie!“